# Ignat Zemtxenko
Ignat Zemtxenko   (Kíiv, 24 d'abril de 1992) és un jugador professional d'hoquei sobre gel rus que juga des de la temporada 2022-23 amb el Club Gel Puigcerdà. Va jugar amb Rússia al Campionat Mundial Sub-20 de la Federació Internacional d'Hoquei sobre Gel de 2012.

## Trajectòria
Zemtxenko va començar a jugar a hoquei sobre gel a la seva ciutat natal. Més endavant, el seu pare, el també jugador d'hoquei Serhiy Zemtxenko, va marxar del país per a fer d'entrenador a l'Estat espanyol durant set anys, fet que va fer que la família es traslladés i on Ignat va continuaria practicant. El 2004 el seu pare es va traslladar de nou, aquesta vegada per a entrenar al PHC Krylya Sovetov de Moscou.
Tot i que tant el seu pare Serhiy com el seu germà gran Ihor han jugat internacionalment amb Ucraïna, Ignat va optar per a representar Rússia, afirmant que, mentre existís l'opció, «no tenia ganes de jugar a l'equip ucraïnès» perquè les oportunitats de fer carrera eren més grans amb Rússia. Zemtxenko va començar a jugar amb la selecció de Rússia a nivell internacional al Torneig de les 4 Nacions sub-16.
El 13 d'abril de 2025, Zemtxenko va marcar quatre gols i va ser clau en la victòria del seu equip per 7-2 a la final de la Copa del Rei contra el Club Gel Jaca.